# Sankt Lorenzen am Wechsel
Sankt Lorenzen am Wechsel è un comune austriaco 1 529 abitanti nel distretto di Hartberg-Fürstenfeld, in Stiria.